# Expédition de Targa
Maroc portugais
L'expédition portugaise de Targa a eu lieu en 1490 lorsqu'une flotte portugaise commandée par Dom Fernando de Meneses, 2e marquis de Vila Real, a pillé la ville de Targa, un refuge de pirates connu au Maroc. À la même occasion, Dom Fernando a saccagé la ville de Comice dans les montagnes marocaines.

## Histoire
Les Portugais ont pris Ceuta en 1415 lors de la Conquête de Ceuta. En 1490, le Roi Jean II prépara une expédition contre le caïd marocain de Chefchaouen Ali Ibn Rashid al-Alam ("Barraxa" en portugais), et confia le commandement au fils du marquis de Vila Real, Dom Fernando de Meneses, qui reçut 50 navires. Ayant fait escale à Gibraltar, il envoya un message au capitaine de Ceuta Dom António de Noronha, 1er comte de Linhares (qui était son frère) qu'il débarquerait bientôt dans cette ville pour attaquer Chefchaouen, mais Dom António l'a dissuadé d'entreprendre la campagne, qu'il considérait comme peu pratique . Dom Fernando a plutôt été persuadé d'attaquer la ville de Targa, qui était un refuge de pirates connu au sud-est de Ceuta,. Ayant été rejointe par des volontaires espagnols, l'expédition comptait finalement 130 cavaliers et 1 870 fantassins.
Dès que la flotte est arrivée en vue de Targa, la ville a été évacuée par ses habitants, laissant beaucoup de butin derrière. Les Portugais ont débarqué, capturé 25 navires, 370 personnes, armes, y compris des canons, ont libéré un certain nombre de chrétiens prisonniers de guerre et ont rasé la ville ainsi que les champs agricoles environnants.
Insatisfait de l'attaque de Targa, Dom Fernando plus tard cette année-là s'associe aux capitaines de Tanger et d'Alcácer-Ceguer pour saccager une ville dans les montagnes du Rif que les portugais ont identifié comme  Comice. Avec une armée alors au nombre de 400 cavaliers et 1 200 fantassins, les Portugais ont saccagé la ville et capturé un vaste butin, dont 100 ou 1 000, personnes, bétail et chevaux. 40 Portugais sont morts dans l'action.